# 陈连晟
陈连晟（1991年2月21日—），是一名中国足球运动员，现效力宁波市足球超级联赛球队鄞州FC，司职中场。

## 俱乐部生涯
2010年，陈连晟被提升进入长春亚泰一线队，但在2010赛季和2011赛季都未能得到出场机会。2012年6月23日，他在长春亚泰客场对阵杭州绿城的比赛第84分钟替补张文钊出场，上演职业生涯首秀，他在第88分钟射进个人的首个中超联赛进球，帮助长春亚泰3比2逆转对手。 不过这个进球并没有改变他在球队的替补地位，在2012赛季，他为球队联赛出场4次，全部是以替补身份登场，仅在6月27日2012年中国足协杯第三轮长春亚泰主场2比0击败中甲球队呼和浩特东进的比赛得到首发机会，他在比赛中助攻外援马克首开纪录。